# Jochen Pollex
Joachim Pollex, detto Jochen (Wismar, 6 giugno 1947), è un ex cestista tedesco.

## Carriera
Con la Germania Ovest ha disputato i Campionati europei del 1971 e i Giochi olimpici di Monaco 1972.

## Palmarès
- Campionato tedesco: 4

Bayer Leverkusen: 1969-70, 1970-71, 1971-72
SSV Hagen: 1973-74
- Coppa di Germania: 3

Bayer Leverkusen: 1970, 1971
SSV Hagen: 1975